# Johannes de Grocheo
Johannes de Grocheo (auch Grocheio; französisch: Jean de Grouchy; * um 1255; † um 1320) war ein französischer Musiktheoretiker des frühen 14. Jahrhunderts. Über sein Leben ist nichts bekannt. Er ist der erste Verwender des Wortes „Kirchenmusik“.

## Wirken
Um etwa 1300 verfasste Johannes de Grocheo das Traktat „Ars musicae“ („Die Kunst der Musik“), in dem er versucht, die Musik seiner Zeit zu beschreiben, wie sie in Paris und Umgebung ausgeübt wurde. Darin teilt er die Musik in drei Bereiche ein:
- „Musica simplex“ (populäre Musik, Laienmusik)
- „Musica composita“ (metrischen Gesetzmäßigkeiten folgende Musik; Musik der Ausgebildeten)
- „Musica ecclesiastica“ (Kirchenmusik), umfasst den Gregorianischen Gesang im Gegensatz zu den mehrstimmigen Gattungen.

Johannes de Grocheo setzte sich mit dieser Einteilung von der Musiktheorie des spätantiken Philosophen Boëthius ab, der zwischen „Musik der Welt“, „Musik des Menschen“ und „Instrumentalmusik“ unterschied.
Etwa ein Drittel seiner Abhandlung widmet Grocheo der „Ecclesiastica“ und „Composita“, der Rest behandelt die „Musica simplex“. Grocheio untersucht deren neue soziale Bedeutung in einer systematischen und pädagogischen Art und Weise. Er schreibt zum Beispiel: "ein guter Fiedler führt generell in jede musikalische Form ein (introducit)" Außerdem erwähnt er eine musikalische Besonderheit, den sonus illiteratus.
Grocheo war auch einer der ersten, der die Motette definierte. Er war der Ansicht, dass eine Motette "nicht für einfache Gemüter bestimmt sei, die ihre Feinheiten nicht verstehen und daraus keinen Hörgenuss ableiten: sie ist für Gebildete und diejenigen, die nach Verfeinerung der Kunst suchen."
Er versuchte, den verschiedenen Formen und Genres der Musik spezifische gesellschaftliche Funktionen zuzuweisen und verkündete Musik als Heilmittel für gesellschaftliche Fehlentwicklungen, welche die Kraft habe, Lasterhaftes zurückzuhalten. Er glaubte, wenn die Alten, Arbeiter und Mittelschichten von den Schicksalen singen würden, die die Helden des Chanson de geste durchmachten, würde es ihnen helfen, ihre eigene Mühsal zu ertragen und somit zum Allgemeinwohl beitragen. Solche Erzählepen trügen demnach auch zur Zufriedenheit der Bürger und damit der Stabilität der Stadt Paris bei.
Andererseits war Grocheo auch der Meinung, die Lieder der Troubadoure, im Langues d’oïl-Dialekt „Trouvère“ genannt, würden Könige und Adel zu Großtaten anspornen: „Diese Art Lieder werden gewöhnlich von Königen und Adeligen komponiert und in Gegenwart von Königen und Prinzen des Landes vorgetragen, so dass bei diesen Mut und Stärke, Großherzigkeit und Großzügigkeit hervorgerufen werden kann ...“